# Isobel Pooley
Isobel Pooley (ur. 21 grudnia 1992 w Londynie) – brytyjska lekkoatletka specjalizująca się w skoku wzwyż.
Na początku międzynarodowej kariery zajęła 10. miejsce na olimpijskiego festiwalu młodzieży Europy oraz bez awansu do finału startowała na juniorskich mistrzostwach świata (2010) i Europy (2011). Uczestniczka europejskiego czempionatu w Helsinkach (2012). Rok później zajęła 4. miejsce na młodzieżowych mistrzostwach Starego Kontynentu, a w 2014 zdobyła srebrny medal igrzysk Wspólnoty Narodów. W 2015 bez awansu do finału startowała na halowych mistrzostwach Europy w Pradze i na światowym czempionacie w Pekinie. Dziesiąta zawodniczka halowych mistrzostw świata z 2016, a podczas mistrzostw Europy w Amsterdamie odpadła w eliminacjach skoku wzwyż.
Złota medalistka mistrzostw kraju oraz reprezentantka Wielkiej Brytanii na drużynowych mistrzostwach Europy.
Rekordy życiowe: stadion – 1,97 (4 lipca 2015, Birmingham) były rekord Wielkiej Brytanii; hala – 1,93 (20 lutego 2016, Glasgow).

## Osiągnięcia
| Rok  | Impreza                                 | Miejsce    | Lokata            | Wynik | Reprezentacja |
| ---- | --------------------------------------- | ---------- | ----------------- | ----- | ------------- |
| 2009 | Olimpijski festiwal młodzieży Europy    | Tampere    | 10. miejsce       | 1,70  | GBR           |
| 2010 | Mistrzostwa świata juniorów             | Moncton    | el. – 14. miejsce | 1,78  | GBR           |
| 2011 | Mistrzostwa Europy juniorów             | Tallinn    | el. – 14. miejsce | 1,80  | GBR           |
| 2012 | Mistrzostwa Europy                      | Helsinki   | el. – 21. miejsce | 1,78  | GBR           |
| 2013 | Superliga drużynowych mistrzostw Europy | Gateshead  | 9. miejsce        | 1,85  | GBR           |
| 2013 | Młodzieżowe mistrzostwa Europy          | Tampere    | 4. miejsce        | 1,90  | GBR           |
| 2014 | Superliga drużynowych mistrzostw Europy | Brunszwik  | 11. miejsce       | 1,83  | GBR           |
| 2014 | Igrzyska Wspólnoty Narodów              | Glasgow    | 2. miejsce        | 1,92  | ENG           |
| 2015 | Halowe mistrzostwa Europy               | Praga      | el. – 17. miejsce | 1,82  | GBR           |
| 2015 | Superliga drużynowych mistrzostw Europy | Czeboksary | 6. miejsce        | 1,94  | GBR           |
| 2015 | Mistrzostwa świata                      | Pekin      | el. – 19. miejsce | 1,89  | GBR           |
| 2016 | Halowe mistrzostwa świata               | Portland   | 10. miejsce       | 1,89  | GBR           |
| 2016 | Mistrzostwa Europy                      | Amsterdam  | el. – 16. miejsce | 1,85  | GBR           |